# Mark Joyce
Mark Joyce (Walsall, 11 agosto 1983) è un giocatore di snooker inglese.

## Carriera
Mark Joyce entra nel tour professionistico nel 2006 dopo aver vinto l'English Amateur Championship, battendo in finale Martin O'Donnell. Nelle prime stagioni di carriera manca la qualificazione quasi ad ogni torneo, prendendo parte solo a due edizioni del Grand Prix (2007 e 2009) e all'evento di qualificazione al Masters, in cui nel 2008 arriva in finale, ma riceve una sonora sconfitta da Judd Trump che lo travolge per 6-1. Inaspettatamente arriva ai quarti dello UK Championship 2010, al primo disputato. Nel tabellone principale Joyce batte Ali Carter e si prende la rivincita contro Trump, venendo poi eliminato da Mark Williams con il punteggio di 9-7 in favore del gallese. Due anni dopo, sempre allo UK Championship, l'inglese batte ancora Judd Trump che partiva come campione in carica, riuscendo a vincere il frame decisivo, prima di cedere ad Ali Carter. In seguito eguaglia il suo miglior risultato nei titoli Ranking, i quarti di finale, al World Open 2014 e al German Masters 2016.

### Stagione 2017-2018
Joyce inizia la stagione 2017-2018 arrivando ai quarti al Riga Masters, perdendo la sfida contro Williams 4-1 e, quasi un mese più tardi, raggiunge il medesimo turno al Paul Hunter Classic, uscendo al decisivo contro Mitchell Mann. Dopo aver conquistato qualche piazzamento nei primi turni, Joyce ritorna dopo 7 anni ai quarti dello UK Championship, giungendo per la sesta volta ai quarti in carriera. Nel corso del torneo l'inglese batte anche il due volte campione Neil Robertson per 6-5 e, dopo aver battuto la testa di serie numero 104 Lyu Haotian agli ottavi, viene eliminato da Ryan Day che lo supera 6-5. Nella seconda metà di annata Joyce arriva al massimo al secondo turno nel German Masters e nel World Grand Prix.

### 2018-
Nella stagione 2018-2019 l'inglese non va mai oltre il terzo turno scendendo dal 42º al 54º posto nel Ranking. In quella seguente invece, Joyce inizia raggiungendo la finale del Riga Masters perdendo il match contro Yan Bingtao per 5-2. Malgrado le buone aspettative dopo l'ottimo piazzamento, Joyce non riesce a confermarsi nel resto della stagione.

## Vita privata
Mark Joyce si allena nel club Qbar di Walsall Wood. È un fan del Manchester United ed è appassionato di golf, a cui gioca nel tempo libero.
Nel 2010, Joyce è stato vittima di un attacco fuori da una discoteca a Birmingham, al seguito di una discussione in un bar. Ha avuto un gomito fratturato e problemi alla vista che hanno portato a una riduzione del tempo di gioco durante i primi sei mesi del 2011.

## Ranking[9]
| Stagione  | Ranking iniziale | Ranking finale |
| --------- | ---------------- | -------------- |
| 2006-2007 | Non classificato | 73             |
| 2007-2008 | 73               | 59             |
| 2008-2009 | 59               | 57             |
| 2009-2010 | 57               | 58             |
| 2010-2011 | 58               | 42             |
| 2011-2012 | 42               | 59             |
| 2012-2013 | 59               | 42             |
| 2013-2014 | 42               | 29             |
| 2014-2015 | 38               | 47             |
| 2015-2016 | 47               | 41             |
| 2016-2017 | 41               | 48             |
| 2017-2018 | 48               | 42             |
| 2018-2019 | 42               | 54             |
| 2019-2020 | 54               | 64             |
| 2020-2021 | 64               |                |

## Finali perse

### Titoli Non-Ranking: 1
| Titoli Ranking | Titoli Ranking | Titoli Ranking | Titoli Ranking |
| -------------- | -------------- | -------------- | -------------- |
| Competizione   | Anno           | Avversario     | Note           |
| Riga Masters   | 2019           | Yan Bingtao    | [ 5 ]          |

| Titoli Non-Ranking        | Titoli Non-Ranking | Titoli Non-Ranking | Titoli Non-Ranking |
| ------------------------- | ------------------ | ------------------ | ------------------ |
| Competizione              | Anno               | Avversario         | Note               |
| Qualificazione al Masters | 2008               | Judd Trump         | [ 2 ]              |